# Pteris quadriaurita
Pteris quadriaurita är en kantbräkenväxtart som beskrevs av Anders Jahan Retzius. Pteris quadriaurita ingår i släktet Pteris och familjen Pteridaceae. Inga underarter finns listade.

## Bildgalleri

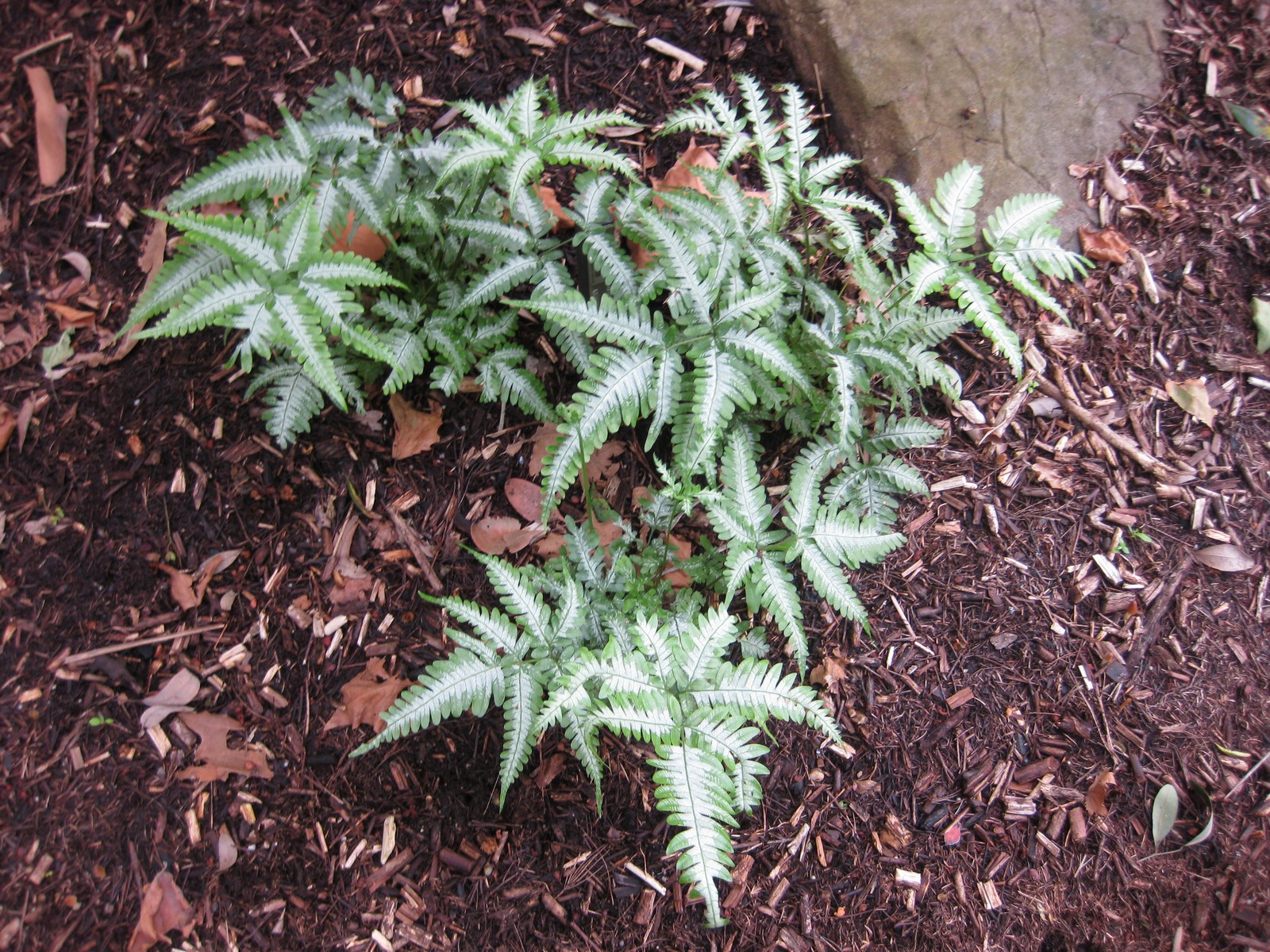
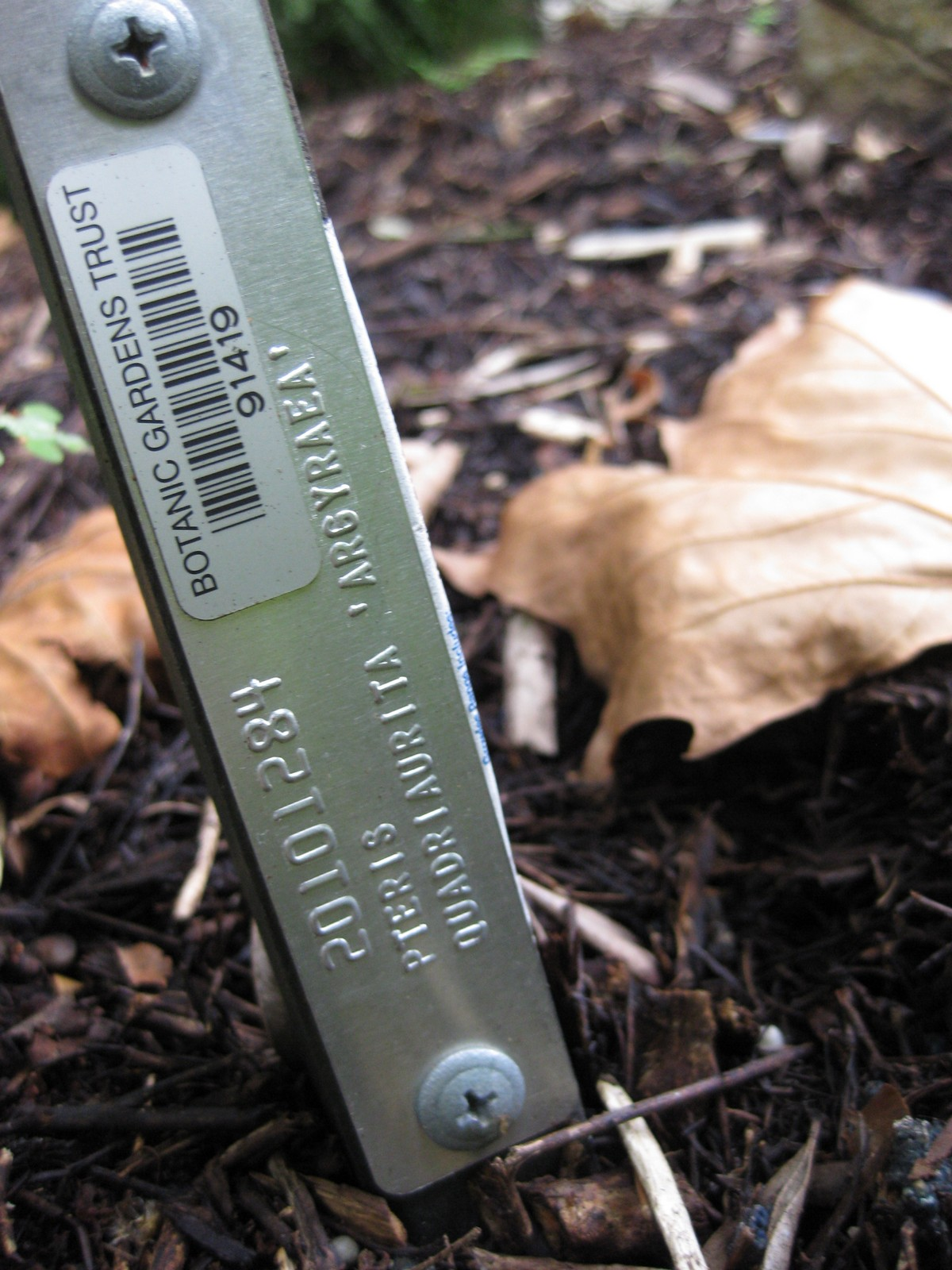
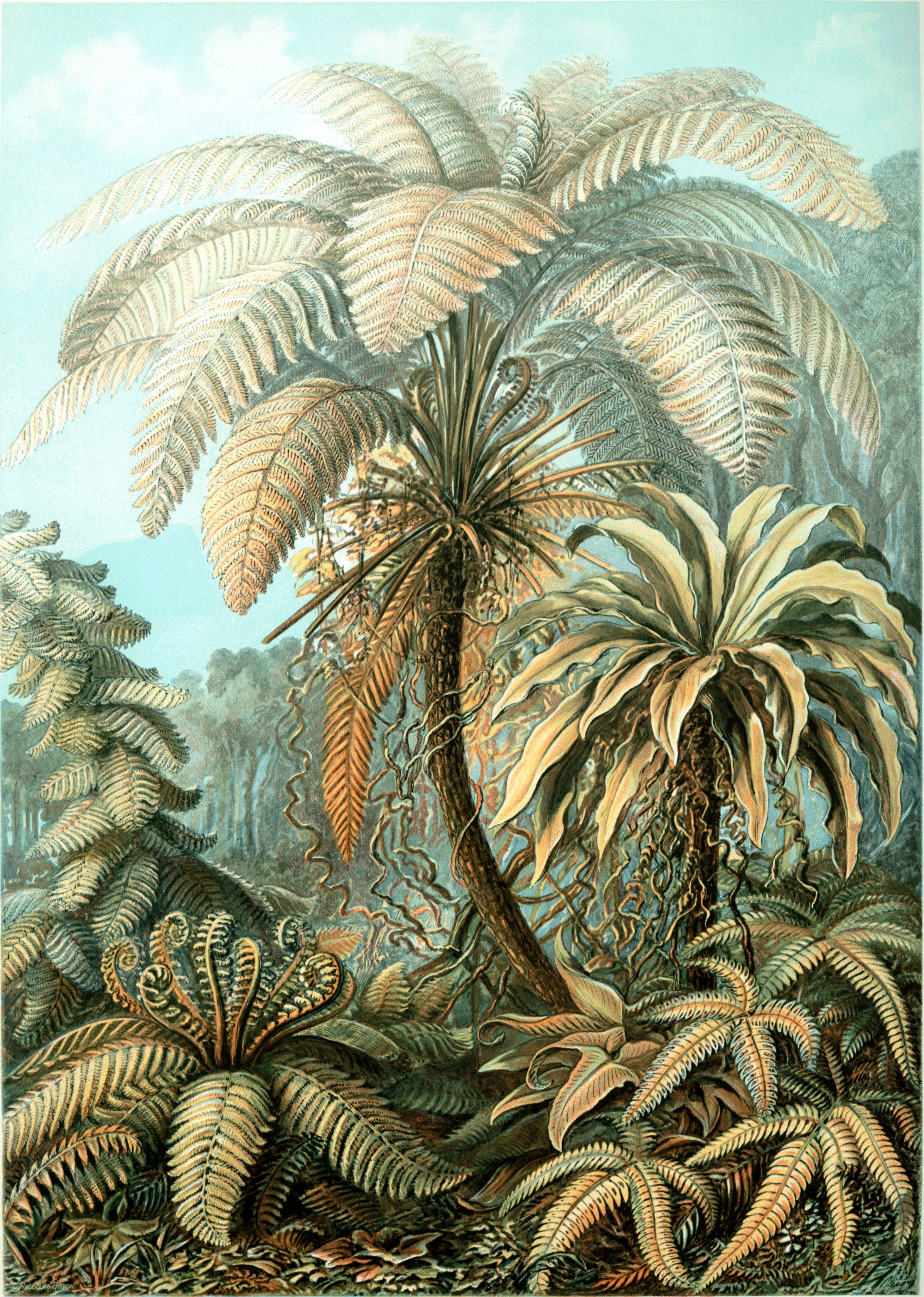